# Vincenzo Montenovesi
Vincenzo Montenovesi (Fiano Romano, 17 luglio 1849 – Fiano Romano, 16 maggio 1931) è stato un medico e politico italiano.

## Biografia

### Carriera medica
Proveniente da una ricca famiglia che aveva ampi possedimenti terrieri a Fiano Romano, paese al quale rimase sempre legato, Montenovesi si laureò in medicina e divenne un noto e stimato chirurgo a Roma.
Sebbene sia nota un'unica pubblicazione giovanile del 1877, intitolata "Studi di anatomia chirurgica per la legatura della femorale profonda", fu primario chirurgo dell'Ospedale Santo Spirito di Roma e dal 27 febbraio 1887 fu membro della Reale Accademia Medica di Roma. Molti interventi e tecniche innovative del Montenovesi si trovano citate in libri, riviste e resoconti di simposi medici dell'epoca. 
L'attività del Montenovesi è inoltre testimoniata da molti episodi riportati dalle cronache giornalistiche di quegli anni: il più importante è sicuramente quello del 6 marzo 1898 che lo vide medico accompagnatore del deputato Felice Cavallotti nel duello alla sciabola di questi contro il conte Ferruccio Macula, scontro che portò alla morte del Cavallotti malgrado i tentativi di salvarlo del Montenovesi. Poi ancora l'episodio del 3 luglio 1896 col Montenovesi che si ferí fortuitamente al piede con un revolver mentre era nei locali dell'ospedale Santo Spirito. Ed ancora quello del 1886 in cui curò un militare della scorta di Umberto I che si ferí scendendo dalla carrozza reale, ricevendo poi gli omaggi del sovrano. 
In tarda età Montenovesi fu riconosciuto dai suoi colleghi come uno dei decani dei chirurghi degli ospedali romani, nel 1928 fu nominato presidente onorario dell'Accademia Lancisiana di Roma e, alla sua morte nel 1931, la commemorazione funebre fu tenuta da Raffaele Bastianelli, altro medico romano dell'epoca di larga fama. 

#### Ufficiale medico durante la Grande Guerra
Nel 1915, con l'Italia impegnata nella Prima Guerra Mondiale, il Montenovesi, all'epoca sessantaseinne, fu nominato ufficiale medico di complemento nella direzione sanitaria del IX Corpo d'Armata  facente parte della 4ª Armata del Regio Esercito col grado di maggiore medico e poi promosso nel 1917 a tenente colonnello. Il Montenovesi diresse l'ospedale di riserva di Belluno e poi fu nominato consulente chirurgo di tutte le unità sanitarie della 4ª Armata. Congedato effettivamente solo nel 1923, per i meriti dimostrati fu nominato nel 1919 prima cavaliere e poi commendatore dell'Ordine della Corona d'Italia quindi, il 25 dicembre 1923, gli fu concessa la Croce al merito di guerra. 

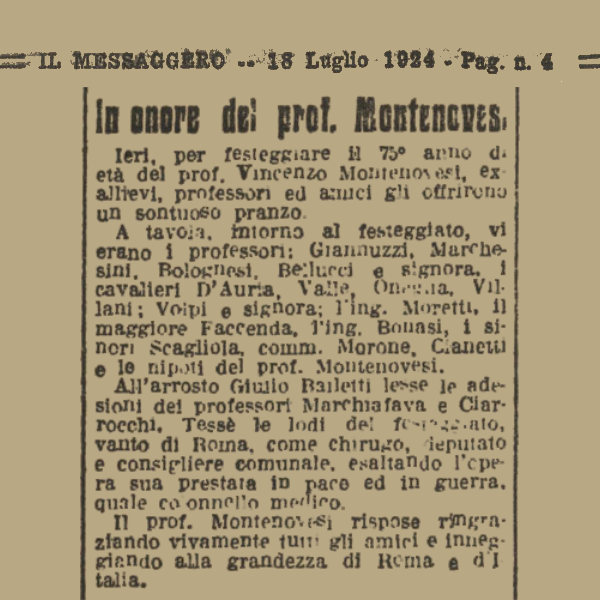
Articolo per i 75 anni del Prof. Vincenzo Montenovesi da il Messaggero del 18 luglio 1924 pagina 4

### Attività politica
Montenovesi fece parte della massoneria di Rito Simbolico Italiano e nel 1878 era membro del consiglio dell'ordine, dal 1889 al 1890 e poi ancora dal 1895 al 1900 fu consigliere comunale di Roma e nel dicembre 1893 fu eletto nella XVIII Legislatura della Camera dei Deputati del Regno d'Italia nel collegio elettorale di Roma II. Montenovesi fu esponente della sinistra radicale tant'è che all'atto dell'accettazione della candidatura al Parlamento dichiarò:
Chi amoreggia con un passato funesto; chi pauroso diffida e si oppone alle riforme radicali che progresso di tempo e giustizia sociale reclamano, costui non mi dia il suo voto. Il suffragio io lo bramo dagli uomini liberi
Nel 1893 Montenovesi fu il primo presidente del Circolo Canottieri Aniene, fondato l'anno precedente, nel 1894 fu presidente del Club Atletico Romano, mentre nel 1895 aderì, da consigliere comunale, al "Comitato Generale per solennizzare il XXV anniversario della liberazione di Roma" promosso dall'allora sindaco di Roma Emanuele Ruspoli.

### Vita privata
Montenovesi sposò la mezzosoprano francese Stella Bonheur, molto nota all'epoca che, ritirata dalle scene dopo il 1885, si era stabilita a Roma. La Bonheur morì il 19 dicembre 1901 a Fiano Romano, dove si era recata per riprendersi da una malattia, e fu sepolta al cimitero del Verano di Roma. 
Nell'ultimo ventennio dell'Ottocento il Montenovesi organizzò delle ricerche archeologiche nei suoi terreni a Fiano Romano nei pressi del monastero di Santo Stefano Vecchio dove fu rinvenuta una lapide di epoca romana con sopra incisa una lista di nomi. Montenovesi morì nella sua villa di Fiano Romano, dove si era ritirato da qualche anno, all'età di 82 anni il 16 maggio 1931.

## Riconoscimenti

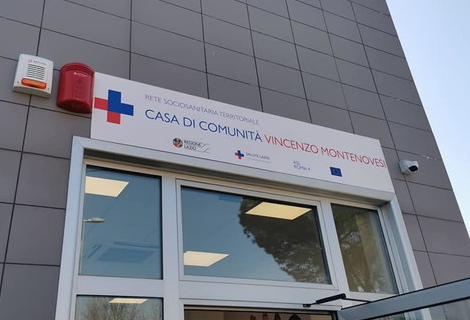
Ingresso della Casa di Comunità intitolata al Prof. Vincenzo Montenovesi a Fiano Romano

- dal 1953 al Montenovesi è intitolata a Roma una via nel Municipio XIII Aurelio[1].

- dal 2022 al Montenovesi è intitolata a Fiano Romano la Casa di Comunità[40], struttura sanitaria poliambulatoriale della ASL Roma 4.